# Centropogon longifolius
Centropogon longifolius är en klockväxtart som beskrevs av Franz Elfried Wimmer. Centropogon longifolius ingår i släktet Centropogon och familjen klockväxter. Inga underarter finns listade i Catalogue of Life.